# Bahnhof Genthin
Der Bahnhof Genthin ist eine Betriebsstelle der Bahnstrecke Berlin–Magdeburg in Genthin in Sachsen-Anhalt.

## Lage
Das denkmalgeschützte Empfangsgebäude befindet sich südlich von Bahnhofstraße und Schwarzem Weg an der Adresse Schwarzer Weg 2.

## Geschichte und Architektur
Der Bahnhof entstand 1846 mit der Eröffnung der Strecke von Potsdam nach Magdeburg. Etwa zeitgleich entstand der Wasserturm am Bahnhof Genthin. Die Bahnstrecke Berlin–Magdeburg war ab 1838 errichtet worden.
1899 wurden die Strecken nach Schönhausen und Milow der Genthiner Kleinbahn eröffnet. Sie hatten einen eigenen Kleinbahnhof nördlich des Staatsbahnhofes. 1967 endete der Personenverkehr auf der Strecke nach Milow, 1999 auf der Strecke nach Schönhausen.
Am 22. Dezember 1939 ereignete sich im Bahnhof der Eisenbahnunfall von Genthin. Mit mindestens 186 Toten und 106 Verletzten gilt er als das schwerste Eisenbahnunglück in Deutschland. Vor dem Bahnhof steht ein Denkmal für die Opfer der Katastrophe.
Am 15. Mai 1986 kam es um 02.08 Uhr im Bahnhof Genthin zu einer Flankenfahrt zwischen einem in Richtung Magdeburg aus dem Bahnhof ausfahrenden Güterzug und einem in Richtung Berlin (West) fahrenden Transitgüterzug, der mit Postgut beladen war. Die Lokomotive des Transitgüterzuges verkeilte sich mit mehreren Güterwagen, dabei wurde der Lokomotivführer verletzt. Insgesamt entgleisten 19 Waggons, 14 wurden erheblich beschädigt. Der Sachschaden an den Eisenbahnfahrzeugen wurde auf 3,9 Millionen DDR-Mark geschätzt. Der Transitgüterzug hatte das Halt zeigende Einfahrsignal überfahren, zum Unfallzeitpunkt herrschte Nebel mit Sichtweiten von 30 bis 50 Metern.
Im örtlichen Denkmalverzeichnis wird der Bahnhof unter der Erfassungsnummer 094 86914 als Baudenkmal verzeichnet.
Im März 2023 wurde der Bahnhof von einer Immobiliengesellschaft an einen privaten Einzelbesitzer aus Genthin verkauft.

## Fahrgastinformation
Die Fahrgastinformation im Bahnhof Genthin fand seit den 1980er Jahren mittels Fallblattanzeiger der Firma Krone Informationssysteme statt. An allen Bahnsteigen befanden sich je zwei Anzeiger mit einer Uhr, welche jedoch nicht wie üblich am Anzeiger direkt montiert war, sondern einzeln vom Bahnsteigdach abgehängt.
Die Anzeiger wurden von einem Zentralrechner aus Magdeburg gesteuert. Dieser Zentralrechner steuerte auch die Anzeigen in Brandenburg Hbf, Burg und Potsdam Wildpark.
Im Februar 2022 wurden alle Fallblattanzeiger in den Bahnhöfen Burg und Genthin demontiert. Ihre Aufgabe übernehmen nun Dynamische Schriftanzeiger. Die Fallblattanzeigen wurden nicht verschrottet, sondern an passionierte Sammler und einen Verein abgegeben.

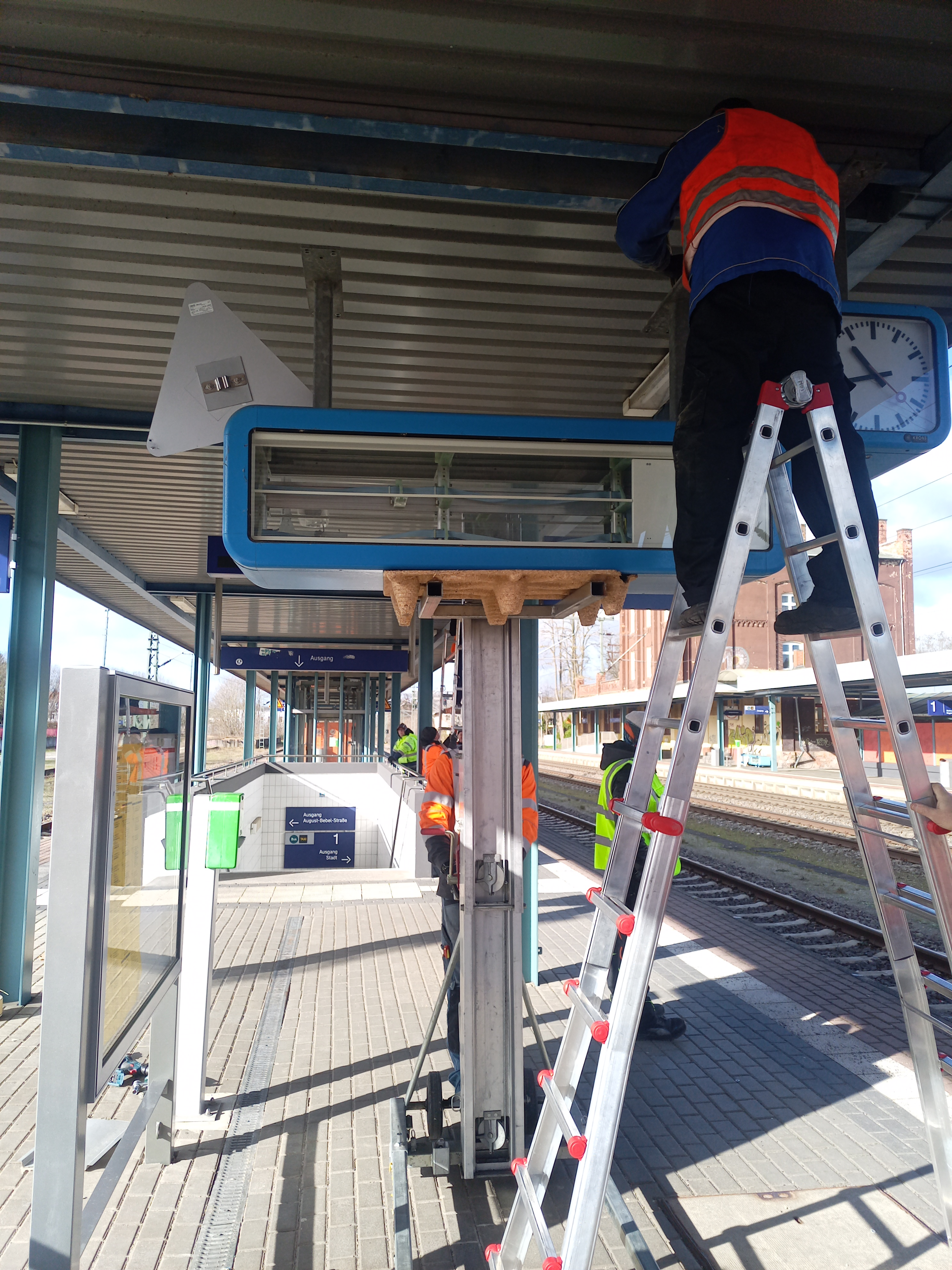
Demontage der Zugzielanzeiger 2022
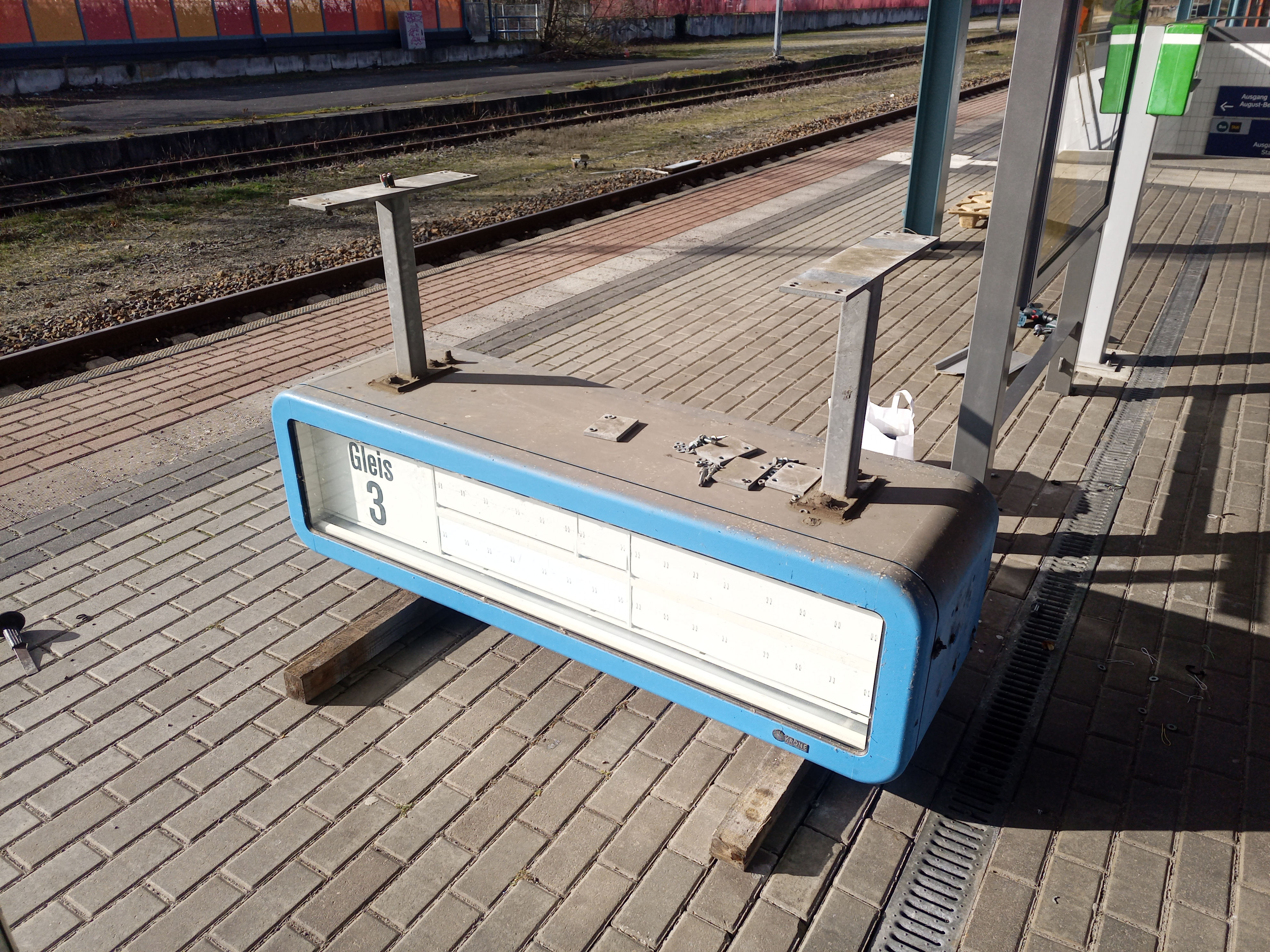
Abgebauter Zugzielanzeiger von Gleis 3
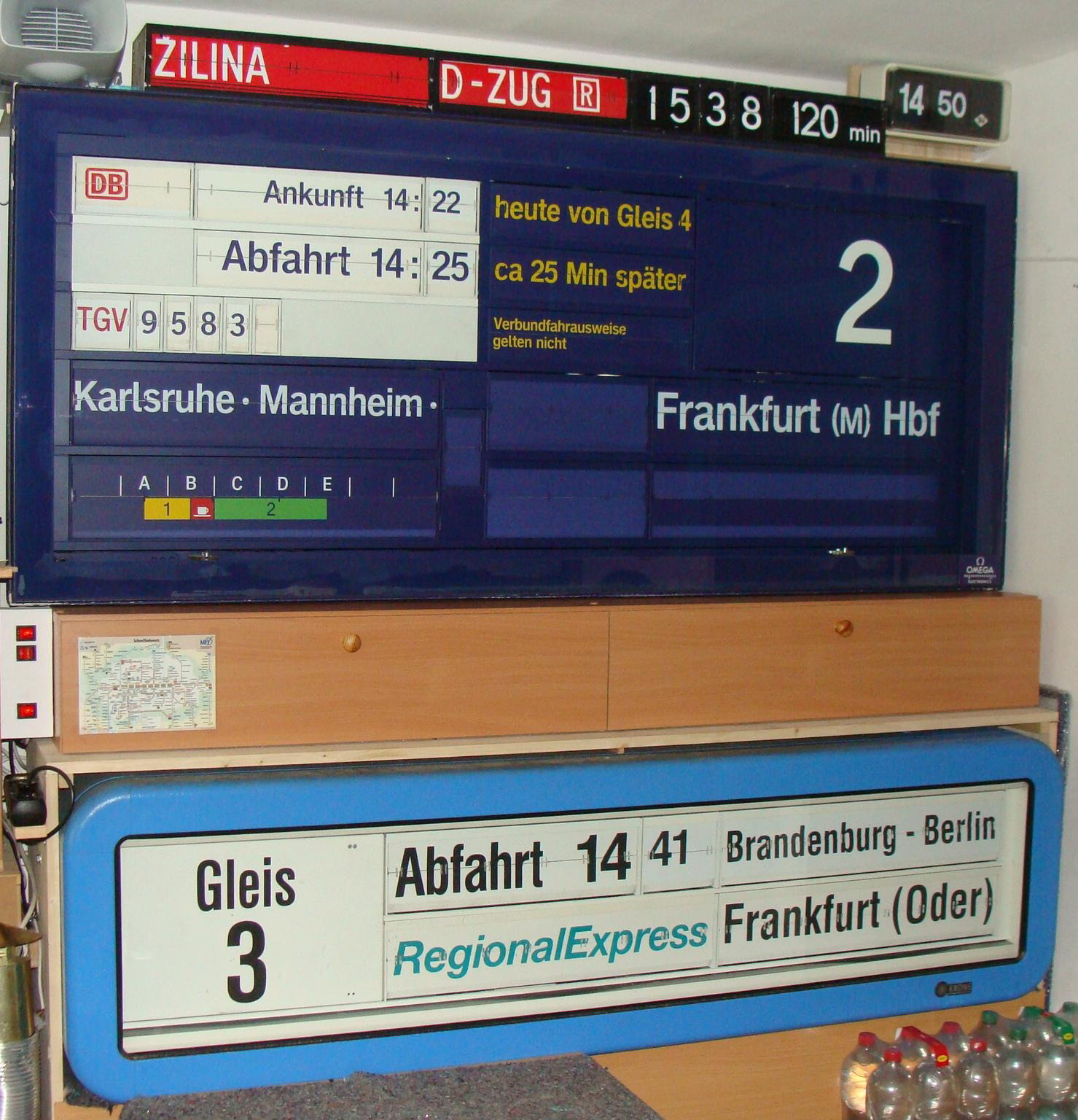
Genthiner Zugzielanzeiger in einer Privatsammlung (unten)
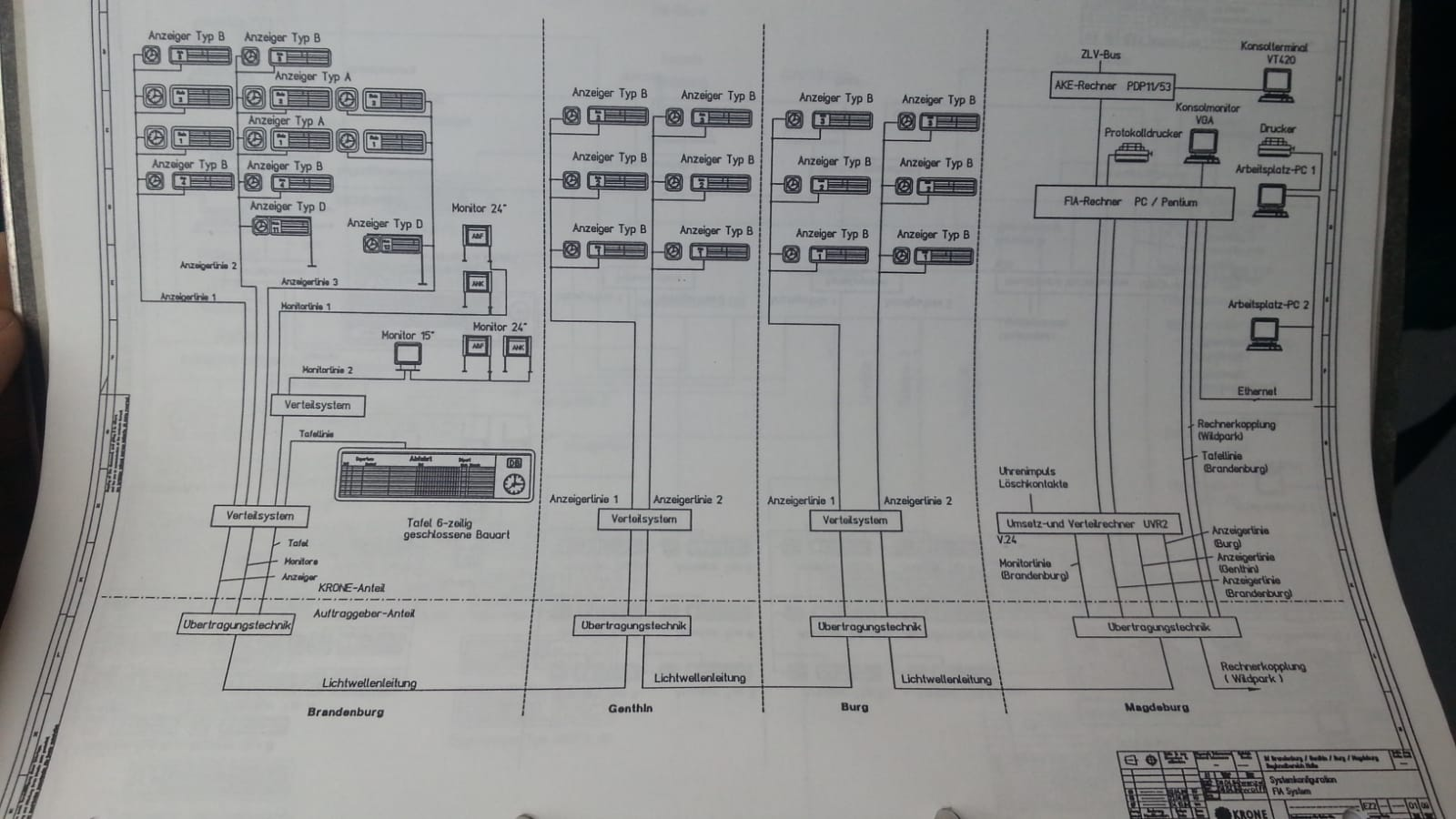
Fernmeldeverbindung zwischen Magdeburg und Brandenburg

## Verkehrsanbindung

### Regionalverkehr
| Linie                    | Linienverlauf | Takt (min)           | EVU             |
| ------------------------ | --- | -------------------- | --------------- |
| HBX                      | Berlin Ostbahnhof – Berlin Hbf – Berlin Zoologischer Garten – Potsdam Hbf – Genthin – Magdeburg Hbf – Halberstadt Hbf – (Flügelung) Goslar / Thale Hbf | Fr–So je ein Zugpaar | start           |
| RE 1                     | (Cottbus –) Frankfurt (Oder) – Berliner Stadtbahn – Potsdam Hbf – Brandenburg Hbf – Genthin – Magdeburg Hbf                                            | 60                   | ODEG            |
| RB 40                    | Genthin – Burg (b Magdeburg) – Biederitz – Magdeburg Hbf – Eilsleben – Helmstedt – Braunschweig Hbf                                                    | einzelne Züge        | DB Regio Südost |
| Stand: 15. Dezember 2024 | |                      |                 |

### Öffentlicher Nahverkehr
Am Bahnhofsvorplatz befindet sich der Busbahnhof, von dem der PlusBus des Bahn-Bus-Landesnetz Sachsen-Anhalt, betrieben von der Nahverkehrsgesellschaft Jerichower Land, auf folgender Verbindung verkehrt:
- Linie 790: Genthin ↔ Scharteucke ↔ Redekin ↔ Jerichow ↔ Fischbeck ↔ Stendal/Tangermünde